# Impact (Texas)
Impact és un poble del Comtat de Taylor a l'estat de Texas. Segons el cens del 2000 tenia 39 habitants.

## Demografia
Segons el cens del 2000, Impact tenia 39 habitants, 14 habitatges, i 9 famílies. La densitat de població era de 167,3 habitants/km².
Dels 14 habitatges en un 35,7% hi vivien nens de menys de 18 anys, en un 42,9% hi vivien parelles casades, en un 21,4% dones solteres, i en un 28,6% no eren unitats familiars. En el 28,6% dels habitatges hi vivien persones soles el 21,4% de les quals corresponia a persones de 65 anys o més que vivien soles. El nombre mitjà de persones vivint en cada habitatge era de 2,79 i el nombre mitjà de persones que vivien en cada família era de 3,3.
Per edats la població es repartia de la següent manera: un 35,9% tenia menys de 18 anys, un 15,4% entre 18 i 24, un 15,4% entre 25 i 44, un 15,4% de 45 a 60 i un 17,9% 65 anys o més.
L'edat mediana era de 25 anys. Per cada 100 dones de 18 o més anys hi havia 92,3 homes.
La renda mediana per habitatge era de 23.750 $ i la renda mediana per família de 23.750 $. Els homes tenien una renda mediana de 31.250 $ mentre que les dones 18.125 $. La renda per capita de la població era de 12.488 $. Aproximadament el 30% de les famílies i el 36,4% de la població estaven per davall del llindar de pobresa.

## Poblacions properes
El següent diagrama mostra les poblacions més properes.